# Prostiboř
Prostiboř (německy Prostibor) je obec v okrese Tachov v Plzeňském kraji. Žije zde 265 obyvatel.

## Historie
První písemná zmínka o obci pochází z roku 1115.

## Obyvatelstvo
| Rok            | 1869 | 1880 | 1890 | 1900 | 1910 | 1921 | 1930 | 1950 | 1961 | 1970 | 1980 | 1991 | 2001 | 2011 | 2021 |
| -------------- | ---- | ---- | ---- | ---- | ---- | ---- | ---- | ---- | ---- | ---- | ---- | ---- | ---- | ---- | ---- |
| Počet obyvatel | 772  | 741  | 722  | 664  | 673  | 668  | 577  | 246  | 264  | 203  | 188  | 155  | 153  | 139  | 154  |
| Počet domů     | 140  | 141  | 143  | 146  | 144  | 141  | 142  | 87   | 59   | 53   | 51   | 59   | 60   | 66   | 67   |

## Obecní správa
Mezi lety 1850–1979 Prostiboř byl obcí v okrese Stříbro (1869–1950) a později v okrese Tachov. Od 1. ledna 1980 do 23. listopadu 1990 patřil jako část města ke Kladrubům a od 24. listopadu 1990 je opět samostatnou obcí.

### Části obce
- Prostiboř
- Kopec
- Telice

### Obecní symboly
Znak a vlajka byly obci uděleny rozhodnutím předsedy Poslanecké sněmovny Parlamentu České republiky dne 21. dubna 2020.

## Pamětihodnosti
- Kostel svatého Mikuláše
- Most přes Úhlavku
- Fara
- Zámek Prostiboř stojí na návrší nad místní částí Kopec asi jeden kilometr severovýchodně od Prostiboře. Jeho předchůdcem byl hrad založený ve 13. století.[8]
- Sýpka u domu čp. 72
- Stodola na návrší pod zámkem